# 哈维尔·门德斯
哈维尔·门德斯（西班牙語：Javier Méndez，1964年4月22日—），古巴棒球运动员。他曾代表古巴国家队参加2000年夏季奥林匹克运动会棒球比赛，获得一枚银牌。他也曾参加1999年和2003年泛美运动会。